# Jouvençon
Jouvençon település Franciaországban, Saône-et-Loire megyében. Lakosainak száma 454 fő (2022. január 1.). Jouvençon Huilly-sur-Seille, Brienne, La Chapelle-Thècle, La Genête, Loisy, Ménetreuil és Rancy községekkel határos.

## Népesség
A település népességének változása:
| Lakosok száma | 422  | 420  | 428  | 429  | 433  | 438  | 444  | 446  | 454  |
|               | 2013 | 2015 | 2016 | 2017 | 2018 | 2019 | 2020 | 2021 | 2022 |